# Pakistanische Cricket-Nationalmannschaft in Bangladesch in der Saison 2021/22
Die Tour der pakistanischen Cricket-Nationalmannschaft nach Bangladesch in der Saison 2021/22 findet vom 19. November bis zum 8. Dezember 2021 statt. Die internationale Cricket-Tour ist Bestandteil der Internationalen Cricket-Saison 2021/22 und umfasst zwei Tests und drei Twenty20s. Die Tests sind Bestandteil der ICC World Test Championship 2021–2023. Pakistan gewinnt mit 3–0 die Twenty20-Serie und mit 2–0 die Test-Serie.

## Vorgeschichte
Beide Mannschaften spielten zuvor beim ICC Men’s T20 World Cup 2021. Während Bangladesch in der Super-12-Runde ausschied, konnte Pakistan das Halbfinale erreichen. Das letzte Aufeinandertreffen der beiden Mannschaften bei einer Tour fand in der Saison 2019/20 in Pakistan statt.

## Stadien
Die folgenden Stadien wurden für die Tour als Austragungsort vorgesehen.
| Stadion                                | Stadt      | Kapazität | Spiele               |
| -------------------------------------- | ---------- | --------- | -------------------- |
| Zohur Ahmed Chowdhury Stadium          | Chittagong | 22.000    | 1. Test              |
| Sher-e-Bangla National Cricket Stadium | Dhaka      | 26.000    | 2. Test; 1. – 3. T20 |

## Kaderlisten
Pakistan benannte seinen Twent20-Kader am 9. November und seinen Test-Kader am 15. November 2021.
Bangladesch benannte seinen Test-Kader am 16. November.
| Test | Test | Twenty20 | Twenty20 |
| Bangladesch | Pakistan | Bangladesch | Pakistan |
| --- | --- | --- | --- |
| - Mominul Haque (K) - Khaled Ahmed - Taskin Ahmed - Yasir Ali - Litton Das (wk) - Shakib Al Hasan - Mahmudul Hasan Joy - Mehidy Hasan Miraz - Nayeem Hasan - Nurul Hasan - Saif Hassan - Ebadot Hossain - Shadman Islam - Shohidul Islam - Taijul Islam - Abu Jayed - Mohammad Naim - Mushfiqur Rahim (wk) - Rejaur Rahman Raja - Najmul Hossain Shanto | - Babar Azam (K) - Mohammad Rizwan (VK, wk) - Mohammad Abbas - Shaheen Afridi - Sarfaraz Ahmed (wk) - Fawad Alam - Abid Ali - Azhar Ali - Hasan Ali - Nauman Ali - Faheem Ashraf - Bilal Asif - Kamran Ghulam - Imam-ul-Haq - Sajid Khan - Zahid Mahmood - Mohammad Nawaz - Abdullah Shafique - Naseem Shah - Saud Shakeel | - Mahmudullah (K) - Nasum Ahmed - Taskin Ahmed - Akbar Ali - Yasir Ali - Parvez Hossain Emon - Mahedi Hasan - Nurul Hasan (wk) - Saif Hassan - Afif Hossain - Shamim Hossain - Aminul Islam - Shohidul Islam - Shoriful Islam - Mohammad Naim - Kamrul Islam Rabbi - Mustafizur Rahman - Najmul Hossain Shanto | - Babar Azam (K) - Shadab Khan (VK) - Iftikhar Ahmed - Sarfaraz Ahmed (wk) - Shaheen Afridi - Asif Ali - Hasan Ali - Haider Ali - Shahnawaz Dahani - Shoaib Malik - Mohammad Nawaz - Usman Qadir - Haris Rauf - Mohammad Rizwan (wk) - Khushdil Shah - Imad Wasim - Mohammad Wasim Jr - Fakhar Zaman |

## Twenty20 Internationals

### Erstes Twenty20 in Dhaka
| 19. November Scorecard | Dhaka | Bangladesch 127-7 (20)         | – | Pakistan 132-6 (19.2) |
|                        |       | Pakistan gewinnt mit 4 Wickets |   |                       |

Bangladesch gewann den Münzwurf und entschied sich als Schlagmannschaft zu beginnen. Das Team verlor früh seine ersten drei Batter und erst Afif Hossain konnte sich etablieren und fand mit Nurul Hasan einen Partner. Hossain erzielte 36 Runs und wurde durch Mahedi Hasan gefolgt. Nurul konnte 28 Runs erreichen, bevor er ausschied, während Mahedi das Innings mit 30* Runs beendete und so Pakistan eine Vorgabe von 128 Runs stellte. Bester Bowler für Pakistan war Hasan Ali mit 3 Wickets für 22 Runs. Für Pakistan eröffnete Mohammad Rizwan und fand mit Fakhar Zaman einen Partner, der sich etablieren konnte. Rizwan verlor sein Wicket nach 11 Runs und Khushdil Shah war der nächste Spieler für Pakistan der sich am Schlag halten konnte. Zaman schied nach 34 Runs aus und wurde durch Shadab Khan gefolgt, während Shah ebenfalls 34 Runs erzielte und an Mohammad Nawaz übergab. Khan und Nawaz konnten dann die Vorgabe vier Bälle vor Schluss einholen, wobei Khan 21* Runs und Nawaz 18* Runs erzielte. Bester Bowler für Bangladesch war Taskin Ahmed mit 2 Wickets für 31 Runs. Als Spieler des Spiels wurde Hasan Ali ausgezeichnet.

### Zweites Twenty20 in Dhaka
| 20. November Scorecard | Dhaka | Bangladesch 108-7 (20)         | – | Pakistan 109-2 (18.1) |
|                        |       | Pakistan gewinnt mit 8 Wickets |   |                       |

Bangladesch gewann den Münzwurf und entschied sich als Schlagmannschaft zu beginnen. Bangladesch verlor früh seine Eröffnungs-Batter und so waren es Najmul Hossain Shanto und Afif Hossain die eine erste Partnerschaft aufbauen konnte. Hossain verlor sein Wicket nach 20 Runs und der ihm nachfolgende Kapitän Mahmudullah nach 12. Ab diesem Zeitpunkt verlor das bangladeschische Team deutlich in der Run Rate. Kurz darauf musste auch Shanto das Feld nach 40 Runs verlassen und es war lediglich Nurul Hassan der mit 11 Runs noch eine zweistellige Run-Zahl erzielen konnte. Dies führte zu einer Vorgabe von 108 Runs für Pakistan. Beste Bowler für Pakistan mit jeweils 2 Wickets waren Shaheen Afridi für 15 Runs und Shadab Khan für 22 Runs. Für Pakistan konnte der Eröffnungs-Batter Mohammad Rizwan zusammen mit dem dritten Schlagmann Fakhar Zaman eine Partnerschaft über 85 Runs uns aufbauen. Im 16. Over verlor Rizwan sein Wicket nach 39 Runs und Zaman konnte das Innings mit einem Half-Century über 57* Runs erfolgreich beenden, als er die Vorgabe Bangladeschs im vorletzten Over einholte. Die Wickets für Bangladesch erzielten Mustafizur Rahman und Aminul Islam. Als Spieler des Spiels wurde Fakhar Zaman ausgezeichnet.

### Drittes Twenty20 in Dhaka
| 22. November Scorecard | Dhaka | Bangladesch 124-7 (20)         | – | Pakistan 127-5 (20) |
|                        |       | Pakistan gewinnt mit 5 Wickets |   |                     |

Bangladesch gewann den Münzwurf und entschied sich als Schlagmannschaft zu beginnen. Als Spieler des Spiels wurde Haider Ali ausgezeichnet.

## Tests

### Erster Test in Chittagong
| 26. – 30. November Scorecard | Chittagong | Bangladesch 330 (114.4) & 157 (56.2) | – | Pakistan 286 (115.4) & 203-2 (58.3) |
|                              |            | Pakistan gewinnt mit 8 Wickets       |   |                                     |

Bangladesch gewann den Münzwurf und entschied sich als Schlagmannschaft zu beginnen. Als Spieler des Spiels wurde Abid Ali ausgezeichnet.

### Zweiter Test in Dhaka
| 4. – 8. Dezember Scorecard | Dhaka | Pakistan 300-4d (98.3)                        | – | Bangladesch 87 (32) & 205 (84.4) (f/o) |
|                            |       | Pakistan gewinnt mit einem Innings und 8 Runs |   |                                        |

Pakistan gewann den Münzwurf und entschied sich als Schlagmannschaft zu beginnen. Als Spieler des Spiels wurde Sajid Khan ausgezeichnet.

## Auszeichnungen

### Player of the Series
Als Player of the Series wurden der folgende Spieler ausgezeichnet.
| Serie   | Player of the Series |
| ------- | -------------------- |
| Test    | Abid Ali             |
| Tweny20 | Mohammad Rizwan      |

### Player of the Match
Als Player of the Match wurden die folgenden Spieler ausgezeichnet.
| Spiel       | Player of the Match |
| ----------- | ------------------- |
| 1. Test     | Abid Ali            |
| 2. Test     | Sajid Khan          |
| 1. Twenty20 | Hasan Ali           |
| 2. Twenty20 | Fakhar Zaman        |
| 3. Twenty20 | Haider Ali          |